# Ark Performance
Ark Performance (アーク・パフォーマンス), pseudonyme commun de Koichi Ishikawa et Kenji Mitsuyoshi, est un créateur de manga japonais. 
Ishikawa est chargé de l'histoire et Mitsuyoshi est chargé du dessin. En plus de Mitsuyoshi (Ichigo) et Ishikawa (Nigo), il y a d'autres personnes qui travaillent en commun, et le nombre de personnes qui partagent le pseudonyme Ark Performance fluctue.  